# 丰台东大街站
丰台东大街站是一个位于中国北京市丰台区丰台街道东大街、游泳场北路交叉口，属于北京地铁9号线的地铁车站。由于出入口施工进度原因，该车站并未随9号线于2011年12月31日开通，而是推迟至2012年10月12日才对外开放。

## 位置
该站位于东大街中段，呈南北走向。

## 结构

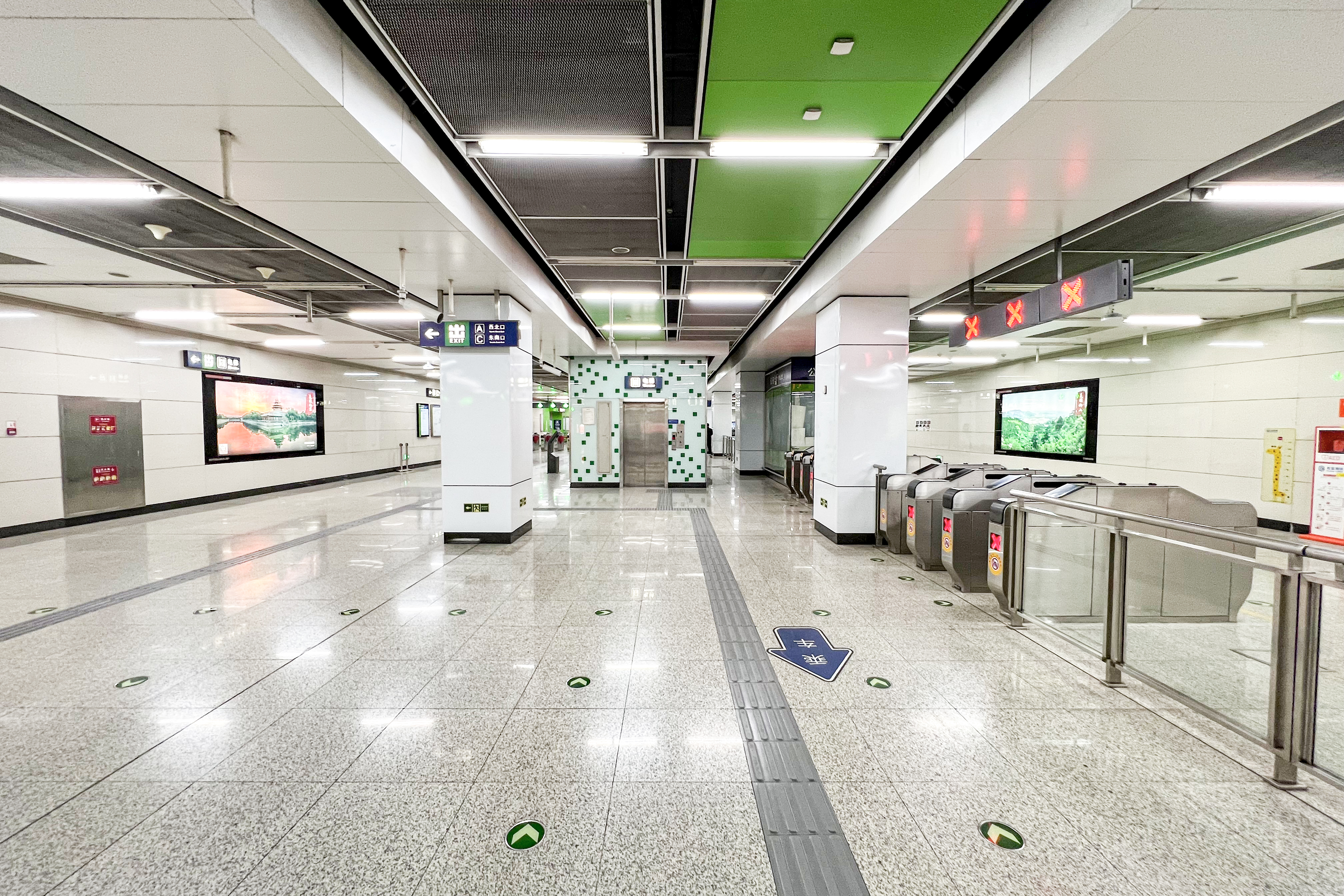
站厅

该站为地下车站，岛式站台设计。车站附有渡线。车站色调为绿色。
| 地面层          | 街道                                                         | A-C出入口                                              |
| 地下一层 站厅层 | 站厅                                                         | 客务中心、自动售票机、进出站闸机                       |
| 地下二层 站台层 |                                                              | █ 9号线常规列车／ █ 房山线跨线车往国家图书馆（七里庄） |
| 地下二层 站台层 | 岛式站台，左側開门                                           |                                                        |
| 地下二层 站台层 | █ 9号线常规列车往郭公庄／ █ 房山线跨线车往阎村东（丰台南路） |                                                        |

## 出入口
车站共有两个出入口：A（西北）、C（东南）。
|                       |        |                                                |      |            |
| 编号                  | 指示   | 建议前往的目的地                               | 照片 | 无障碍设施 |
| 出口 · A              | 东大街 | 丰管路、七里庄路、丰台区公安局、丰台第一幼儿园 |      | 不適用     |
| 出口 · C · 升降机标志 | 东大街 | 东货场路、东营里小区                           |      |            |
| 註： 設有             |        |                                                |      |            |